# Сан-Жозе (Лісабон)
Сан-Жозе (порт. São José; МФА: [ˈsɐ̃w ʒu.ˈzɛ]) — парафія в Португалії, у муніципалітеті Лісабон. Розташована в західній частині країни, на теренах історичної португальської провінції Ештремадура. Входить до складу округу Лісабон. За адміністративним поділом, чинним до 1976 року, терени парафії були складовою провінції Ештремадура. Належить до Лісабонського патріархату Католицької церкви. Патрон — святий Йосип. Площа — 0,3304 км². Населення — 2746 ос. (2011). Сильно урбанізований регіон. Густота населення — 8311,14 осіб/км²
. Код — 110645.

## Географія

Райони Лісабона
Зони Лісабона

## Населення
| Кількість мешканців | Кількість мешканців | Кількість мешканців | Кількість мешканців | Кількість мешканців | Кількість мешканців | Кількість мешканців | Кількість мешканців | Кількість мешканців | Кількість мешканців | Кількість мешканців | Кількість мешканців | Кількість мешканців | Кількість мешканців | Кількість мешканців |
| ------------------- | ------------------- | ------------------- | ------------------- | ------------------- | ------------------- | ------------------- | ------------------- | ------------------- | ------------------- | ------------------- | ------------------- | ------------------- | ------------------- | ------------------- |
| 1864                | 1878                | 1890                | 1900                | 1911                | 1920                | 1930                | 1940                | 1950                | 1960                | 1970                | 1981                | 1991                | 2001                | 2011                |
| 7 325               | 7 520               | 8 594               | 9 540               | 10 138              | 10 378              | 10 369              | 10 565              | 10 496              | 10 856              | 7 311               | 7 053               | 4 430               | 3 278               | 2 746               |